# DD-WRT
DD-WRT – oprogramowanie dla routerów bezprzewodowych na bazie Linuksa. Podobnie jak inne podobne projekty, DD-WRT występuje jako alternatywa zamiast oryginalnego oprogramowania. Dystrybucja ta swój początek miała na routerach Linksys WRT54G opartych na chipsecie firmy Broadcom.
DD-WRT do wersji v22 była oparta na bazie firmware Alchemy z Sveasoft, które z kolei opierała się na oryginalnym firmware Linksys. Począwszy od wersji v23 DD-WRT został prawie całkowicie przerobiony. Część jądra systemu oparte jest nadal na OpenWrt. Wszystkie wersje oprogramowania są oparte na Linuksie, podobnie jak OpenWrt i Alchemy.
Wymagania dotyczące pamięci ROM:
- Wszystkie wersje wymagają 4 MB pamięci flash, chyba że podano inaczej
- wersja Micro+ wymaga 2 MB pamięci flash i 128 KB pamięci dla CFE (Common Firmware Environment)

DD-WRT występuje w dwóch wersjach darmowej i płatnej. Wersja płatna została wyposażona w więcej funkcji (np. QoS). Ponieważ wszystko tworzone jest na licencji GPL, występują kontrowersje w związku z pobieraniem opłat za wersję płatną DD-WRT.